# Albert på Andy's
Albert på Andy's er en dansk portrætfilm fra 1990 af billedkunstneren Albert Mertz med instruktion og manuskript af Christian Lemmerz og Michael Kvium.

## Handling
Albert Mertz i en værtshussnak på Andy's Bar i København. Engang hans stamcafé, dekoreret af ham selv. Mertz fortæller to unge kunstnere (Michael Kvium og Christian Lemmerz) om sin opfattelse af kunstens betydning for det moderne menneske - ja, har den overhovedet mening, og hvilke af århundredets "ismer" har overskredet grænser? De to kunstnere lytter med store ører til Mertz, der introduceres i programmet af den amerikanske konceptkunstner Lawrence Weiner.